# Schnaid (mittlere)

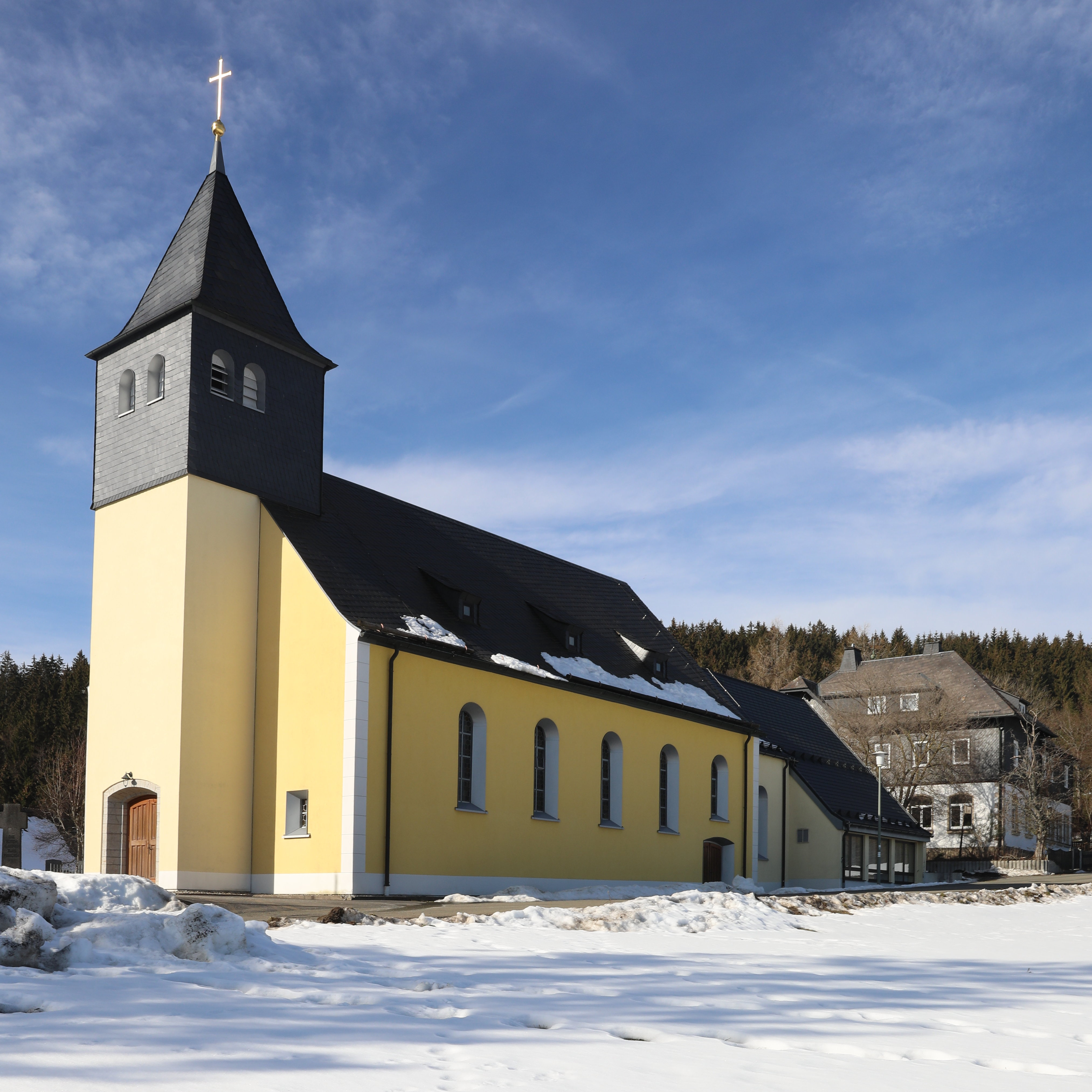
Katholische Filialkirche St. Marien

Schnaid (mittlere) ist ein Gemeindeteil der Stadt Wallenfels im oberfränkischen Landkreis Kronach in Bayern.

## Geographie
Das Kirchdorf liegt in Hanglage nördlich der Thiemitz. Es ist außer im Süden vom Waldgebiet Schnappenhammer umgeben. Im Nordwesten steigt das Gelände weiter zur Platte (648 m ü. NHN) an. Eine Gemeindeverbindungsstraße führt nach Vordere Schnaid (0,6 km südwestlich) bzw. nach Hintere Schnaid (0,6 km nordöstlich). Anliegerwege führen nach Berghaus (0,4 km nordöstlich) und nach Voglerei (0,5 km südöstlich).

## Geschichte
Die Schnaid, ursprünglich ein reines Waldgebiet im ehemaligen Amt Waldenfels, wurde erstmals 1507 im Kronacher Amtsurbar bei der Aufzählung „der Wälder und Höltzer dem Amt Waldenfels gehörig“ als „Sney“ urkundlich erwähnt. Das Dorf verdankt seine Entstehung der Rodungstätigkeit, welche um die Wende des 15. und 16. Jahrhunderts zu beiden Seiten der Wilden Rodach und der Thiemitz eingesetzt hatte. Im Jahr 1510 folgte im Urbar ein Nachtrag mit der Erlaubnis durch Fürstbischof Georg III. Schenk von Limpurg für sieben Siedler das Gebiet mit Höfen zu bebauen. In der Mittleren Schnaid wurden zwei Höfe von Hanns Frisch und Hans Götz angelegt.
Gegen Ende des 18. Jahrhunderts bildeten Hintere, Mittlere und Vordere Schnaid und Lorchenmühle eine Realgemeinde bestehend aus 14 Anwesen (2 Höfe, 6 Halbhöfe, 4 halbe Güter, 1 Haus, 1 Mahlmühle). Das Hochgericht übte das bambergische Centamt Wallenfels aus. Das Vogteiamt Wallenfels hatte die Dorf- und Gemeindeherrschaft sowie die Grundherrschaft über alle Anwesen inne.
Die Mittlere Schnaid ging durch den Reichsdeputationshauptschluss im Jahr 1803 in den Besitz des Kurfürstentums Bayern über. Mit dem Gemeindeedikt wurde Mittlere Schnaid dem 1808 gebildeten Steuerdistrikt Wallenfels und der 1818 gebildeten Ruralgemeinde Schnaid zugewiesen. Am 1. Januar 1972 wurde Mittlere Schnaid im Zuge der Gebietsreform in Bayern nach Wallenfels eingegliedert.

### Katholische Filialkirche St. Marien
1838 errichtete der Bauer Friedrich Vogler zwischen Mittlere Schnaid und Voglerei eine Kapelle. Im Jahr 1925 wurde die Kapelle durch einen massiven Anbau erweitert. 1953 folgte aufgrund von Platzmangel in Mittlere Schnaid neben der Schule ein Kirchenneubau nach Plänen von Lothar Porzelt als Saalbau mit einer Einturmfassade. Die feierliche Weihe der Kirche „Zum Unbefleckten Herzen Mariä“ war am 29. August 1954. Die drei Kirchturmglocken wurden 1956 aufgehängt. Im Jahr 2004 wurde eine Innen- und Außenrenovierung durchgeführt. Die Kirche bei Voglerei wurde um den Anbau zurückgebaut. Der einstige Chorraum ist seitdem die Mariä-Himmelfahrt-Kapelle.

### Einwohnerentwicklung
| Jahr      | 1818  | 1861  | 1871   | 1885   | 1900   | 1925   | 1950   | 1961   | 1970   | 1987  |
| Einwohner |       | 48    | 67     | 91     | 67     | 107    | 105    | 104    | 99     | 90    |
| Häuser    | 5     |       |        | 9      | 10     | 11     | 16     | 21     |        | 25    |
| Quelle    | [ 6 ] | [ 9 ] | [ 10 ] | [ 11 ] | [ 12 ] | [ 13 ] | [ 14 ] | [ 15 ] | [ 16 ] | [ 1 ] |

## Religion
Der Ort ist römisch-katholisch geprägt und war ursprünglich nach St. Thomas (Wallenfels) gepfarrt, im 19. Jahrhundert war die Pfarrei Mariä Geburt (Steinwiesen) zuständig, seit Anfang des 20. Jahrhunderts ist es wieder St. Thomas.
Seit dem 19. Jahrhundert gab es auch eine protestantische Minderheit, die weniger als 5 % ausmachte. Sie ist nach St. Michael (Bernstein am Wald) gepfarrt. Mit der Einweihung eines Betsaals in Wallenstein im Jahre 1954 finden auch dort Gottesdienste statt.

## Bildung
Ab dem 19. Jahrhundert gab es eine katholische Bekenntnisschule in Mittlere Schnaid.